# دونا هارون
دونا هارون (بالإندونيسية: Donna Harun)‏ هي عارضة وممثلة إندونيسية، ولدت في 21 فبراير 1968 في باندونغ في إندونيسيا.

## وصلات خارجية
- دونا هارون على موقع IMDb (الإنجليزية)